# Afobaka
Afobaka o Affobakka es una localidad en el distrito de Brokopondo en Surinam. 

## Embalse
El lugar es conocido por el embalse Brokopondo en el río Surinam cuya represa tiene 12 kilómetros de largo. Afobaka también está conectada a Paranam por una carretera de arena de 75 kilómetros. La localidad cuenta con un parque de vacaciones con cabañas y una piscina, que es parte de la Suriname Aluminum Company.

## Comunicaciones
Para 2009 existe un proyecto con un coste total de 1 000 000 de dólares para construir una carretera que una Afobaka con Paramaribo, subsidiado con capitales del Banco Interamericano de Desarrollo.
A finales de la década de los cuarenta el gobierno de Surinam estudió la posibilidad de desarrollar una represa hidroeléctrica en Afobaka. Entre los socios del proyecto estuvo Alcoa, quien firmó en conjunto con el Gobierno de Surinam un «Acuerdo de Directrices» el 1 de marzo de 1957. En el acuerdo se cambió el nombre de la compañía de «Compañía de Bauxita de Surinam» a «Suriname Aluminum Company», formalmente Suralco. El 27 de enero de 1958 se firmó el «Acuerdo de Brokopondo», que estableció formalmente la estructura del proyecto; en virtud de éste, Suralco construye una represa, una central hidroeléctrica, una fundición de aluminio, una refinería de alúmina y otras instalaciones. 

El proyecto fue un esfuerzo a gran escala que duró desde 1959 hasta 1965. Incluía la construcción de carreteras, la propia presa, un puente sobre el río Surinam y una localidad para 2500 personas. Las instalaciones fueron inauguradas oficialmente el 9 de octubre de 1965 por la reina Juliana I de los Países Bajos. La fundición funcionó hasta 1999, y la planta de alúmina se encuentra todavía en operación.